# Akhtar Hussain
Akhtar Hussain (23 augustus 1923 - 9 november 1987) was een Indiaas/Pakistaans hockeyer.
Hussain won met de Indiase ploeg in 1948 de gouden medaille. Hussain verhuisde naar Pakistan en in 1956 verloor hij met de Pakistaanse ploeg de olympische finale van India.

## Resultaten
- 1948  Olympische Zomerspelen in Londen
- 1956  Olympische Zomerspelen in Melbourne